# Entephria nigrescens
Entephria nigrescens är en fjärilsart som beskrevs av George Duryea Hulst 1900. Entephria nigrescens ingår i släktet Entephria och familjen mätare. Inga underarter finns listade i Catalogue of Life.